# Wolfgang Hofheinz
Wolfgang Hofheinz (* 1947) ist ein deutscher Elektroingenieur und Fachbuchautor.

## Leben
Hofheinz studierte ab 1968 Elektrotechnik an der Fachhochschule Gießen. 1972 wurde er Entwicklungsingenieur bei AEG-Telefunken. 1975 wechselte er zur Bender GmbH & Co. KG, einem Hersteller für elektronische Sicherheitssysteme mit Sitz in Grünberg. 1995 wurde er Geschäftsführer des Unternehmens. 2010 wurde er zum Vorsitzenden der Deutschen Kommission Elektrotechnik Elektronik Informationstechnik (DKE) gewählt. Dieses Amt übernahm er 2011 und übte es bis Ende 2014 aus.

## Schriften
- Schutztechnik mit Isolationsüberwachung VDE-Verlag, 2007 und 2011.
- Elektrische Sicherheit in medizinisch genutzten Bereichen, VDE-Verlag, 2009 VDE-Verlag
- mit M. Eng. Dennis Haub, Dipl.-Ing. Michael Zeyen: Elektrische Sicherheit in der Elektromobilität, VDE-Verlag, 2019 und 2020
- Beiträge zur Geschichte des Dorfes Wissenbach, Grünberg